# Nephila vitiana
Nephila vitiana är en spindelart som först beskrevs av Charles Athanase Walckenaer 1847.  Nephila vitiana ingår i släktet Nephila och familjen Nephilidae. Inga underarter finns listade i Catalogue of Life.